# La Terre de la folie
La Terre de la folie és un documental francès dirigit per Luc Moullet i estrenat el 2010.

## Argument
Pel·lícula que és part documental, part assaig, el director Luc Moullet presenta la seva tesi sobre la bogeria als Alps de l'Alta Provença, la seva terra d'origen.
Les condicions naturals d'aquesta regió, que aconsegueix reduir a un pentàgon, afavoririen el desenvolupament de la bogeria. La història gira al voltant de l'experiència personal del director i nombrosos testimonis relatius a diversos fets. Els paisatges (majestuosos) tenen un paper central en la narrativa de la pel·lícula.

## Llançament
- 62è Festival Internacional de Cinema de Canes (selecció de la Quinzena de Cineastes)[4]